# علم حلف شمال الأطلسي
يتكون علم منظمة حلف شمال الأطلسي (الناتو) من حقل أزرق غامق مكلف بشارة وردة البوصلة البيضاء، مع أربعة خطوط بيضاء تشع من الاتجاهات الأساسية الأربعة. اعتمد بعد ثلاث سنوات من إنشاء حلف الناتو، فقد كان علم الناتو منذ 14 أكتوبر 1953. يرمز اللون الأزرق إلى المحيط الأطلسي، بينما تمثل الدائرة الوحدة بين دول الحلف.

علم الهيئة العسكرية الدولية الهيئة الاستشارية للجنة العسكرية لمنظمة حلف شمال الأطلسي (الناتو)

## التاريخ
تأسست منظمة حلف شمال الأطلسي في 4 أبريل 1949 عندما وقعت اثنتا عشرة دولة معاهدة شمال الأطلسي لمواجهة التهديد المتصور من الاتحاد السوفيتي. تم كشف العلم الأول الذي استخدمه حلف الناتو في 5 أكتوبر 1951 من قبل الجنرال دوايت أيزنهاور والذي ساعد في تصميمه. تكون العلم من خلفية خضراء بها شعار النبالة للقوات العليا المتحالفة في أوروبا والذي لا يزال يستخدم العلم. بدأ حلف الناتو في البحث عن شعار لتمييزه عن الفوات العليا، بعد عدة مناقشات، خلص إلى أن علم المنظمة الذي يحتوي على شعارها أمرًا ضروريًا، وأنها ستوصي مجلس شمال الأطلسي بذلك. نصّ المجلس على أن يكون التصميم بسيطًا ومدهشًا، بالإضافة إلى تسليط الضوء على الغرض السلمي للمعاهدة؛ تم رفض عدة مقترحات.

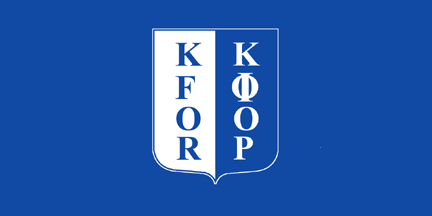
علم قوة كوسوفو من 2008 إلى 2009

تم اعتماد شعار الناتو في 14 أكتوبر 1953. أعلن القرار هاستينغز إيسماي الأمين العام الأول لحلف الناتو، بعد أسبوعين بالضبط في 28 أكتوبر، تحدث الأمين العام عن الرمزية وراء التصميم الذي تم اختياره ووصف العلم بأنه «بسيط وغير مهين». ومع ذلك لم يتم تلقي العلم جيدًا على مستوى العالم، وحدثت انتقادات من أعضاء في الكونغرس الأمريكي مثل جون ترافرز وود، الذي أدان العلم ووصفه بأنه «قطعة قماش غريبة». وقد أدلى بتصريحاته في ضوء حادثة تم فيها استبدال علم الولايات المتحدة بعلم الناتو في مقر القيادة العليا للحلف في نورفولك بولاية فرجينيا.
رفع العلم الحديث لأول مرة في 9 نوفمبر 1953، في حفل افتتاح المعرض الأطلسي في باريس. لكن لا يُعرف الكثير عن هذه المناسبة لأنه لا توجد وثائق للخطاب الذي أُلقي في الحدث.

## رمزية العلم
تحمل ألوان العلم معاني ثقافية وسياسية وإقليمية. يمثل الحقل الأزرق الداكن المحيط الأطلسي، بينما تمثل الدائرة الوحدة بين الدول الأعضاء لحلف الناتو وترمز البوصلة إلى الاتجاه نحو طريق السلام، وهو الهدف الذي تسعى الدول الأعضاء إلى تحقيقه؛ وتم تحديثه مرة واحدة.

## انظر ايضا
نجمة الناتو